# Tetraleurodes burliarensis
Tetraleurodes burliarensis là một loài côn trùng cánh nửa trong họ Aleyrodidae, phân họ Aleyrodinae.
Tetraleurodes burliarensis được Jesudasan & David miêu tả khoa học đầu tiên năm 1991.